# Szenebtiszi

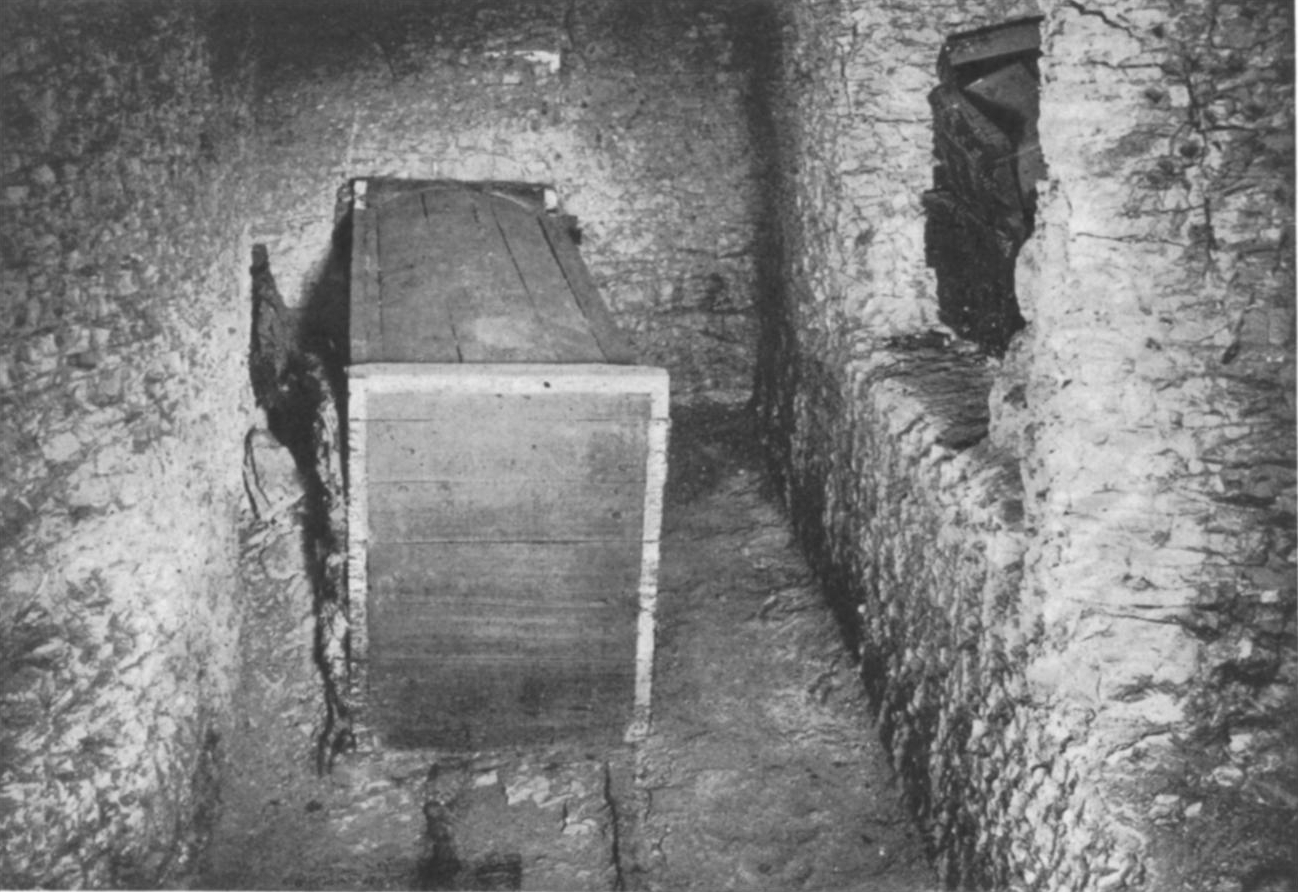
Szenebtiszi középső koporsója a sírban

Szenebtiszi ókori egyiptomi hölgy volt, aki a XII. dinasztia uralkodásának végén, i. e. 1800 körül élt. Kizárólag érintetlenül fennmaradt temetkezéséről ismert.
Szenebtisziről keveset tudni. A sírjában talált tárgyakon a Szathapi („Ápisz leánya”) nevet is viseli. Egyetlen ismert címe „a ház úrnője”, ami az egyiptomi férjes asszonyok általánosan használt címe volt. Férjét és szüleit nem említik a sírban.
Sírját egy amerikai expedíció találta meg 1907-ben el-Listben, Szenuszert vezír sírkomplexumán belül, egy akna aljából észak felé nyíló kamrában. Szenebtiszi múmiáját három, egymásba helyezett koporsóba helyezték. A külső fakoporsót szövegekkel díszítették, de rossz állapotban maradt fenn. A középső koporsónak csak a fedelén volt aranyozott felirat. A legbelső koporsó emberalakú volt, de rossz állapotban maradt fenn. Szenebtiszi testén különféle ékszerek voltak, melyek nagy része külön a temetésre készült: három széles nyakék, kar- és bokaperecek, valamint számos gyöngyből fűzött nyaklánc. Mellette fegyverek és királyi jelképek is voltak, csípőjén királyi ágyékkötő. Koporsója mellett, egy fülkében kanópuszláda volt, négy kanópuszedénnyel, a koporsó lábánál pedig cserépedények.
Szenebtiszit eredetileg a XII. dinasztia elejére datálták, mivel sírja Szenuszert sírkomplexumán belül található, Szenuszert pedig I. Szenuszert és II. Amenemhat alatt élt. Az újabb kutatások szerint a dinasztia korának végén élhetett. A sír feltárását 1916-ban publikálták.

## Galéria

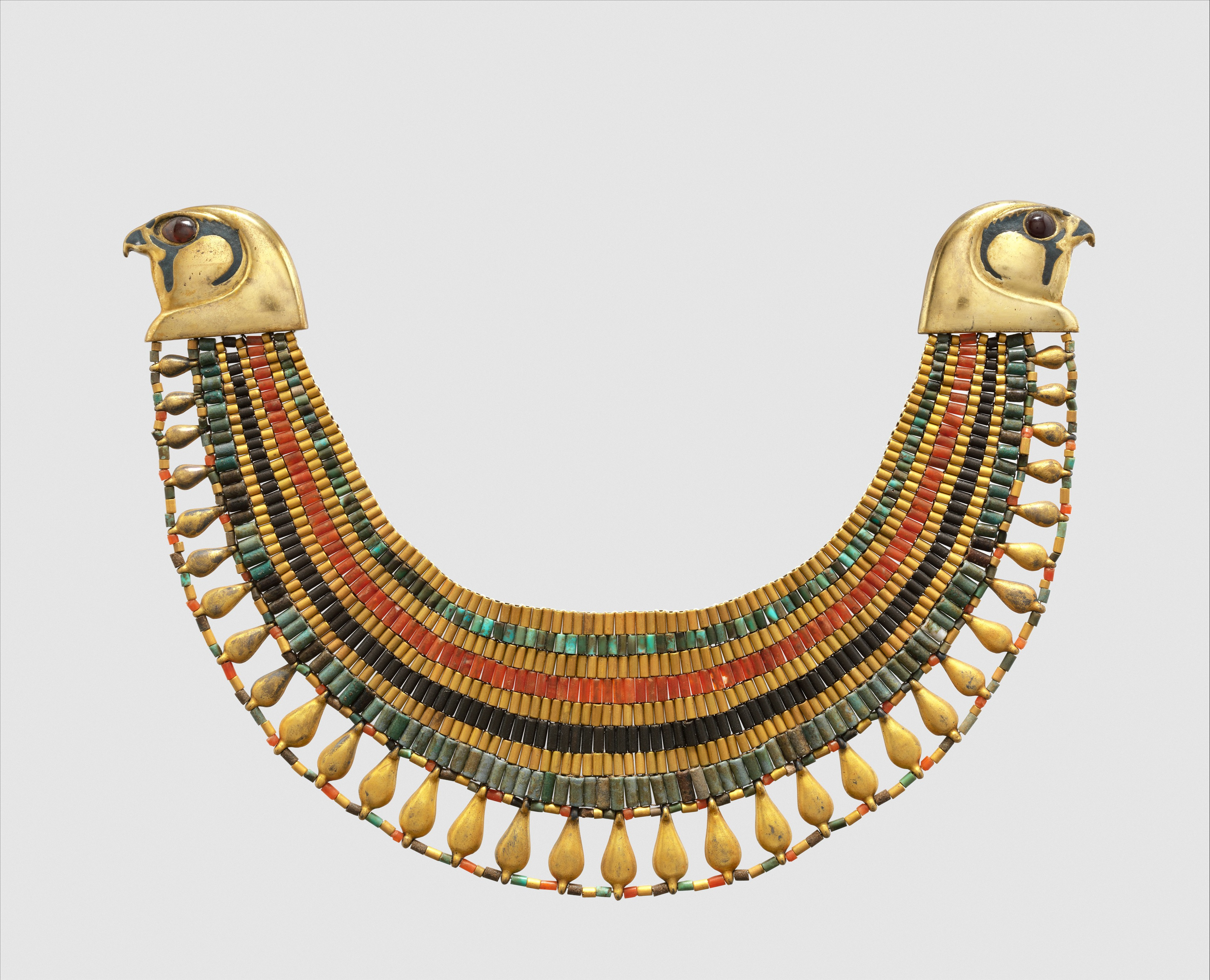
Nyakék
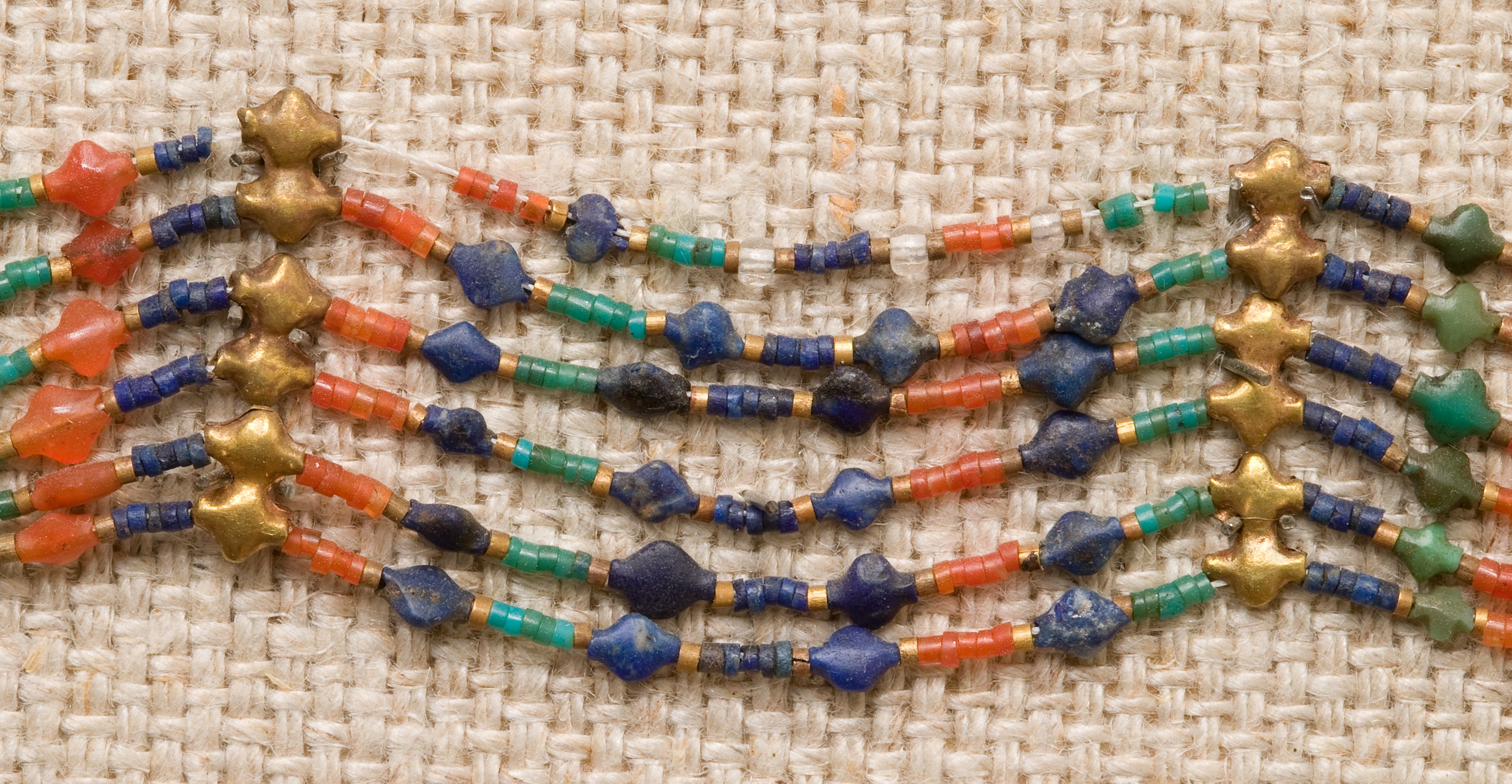
Gyöngy ékszer részlete
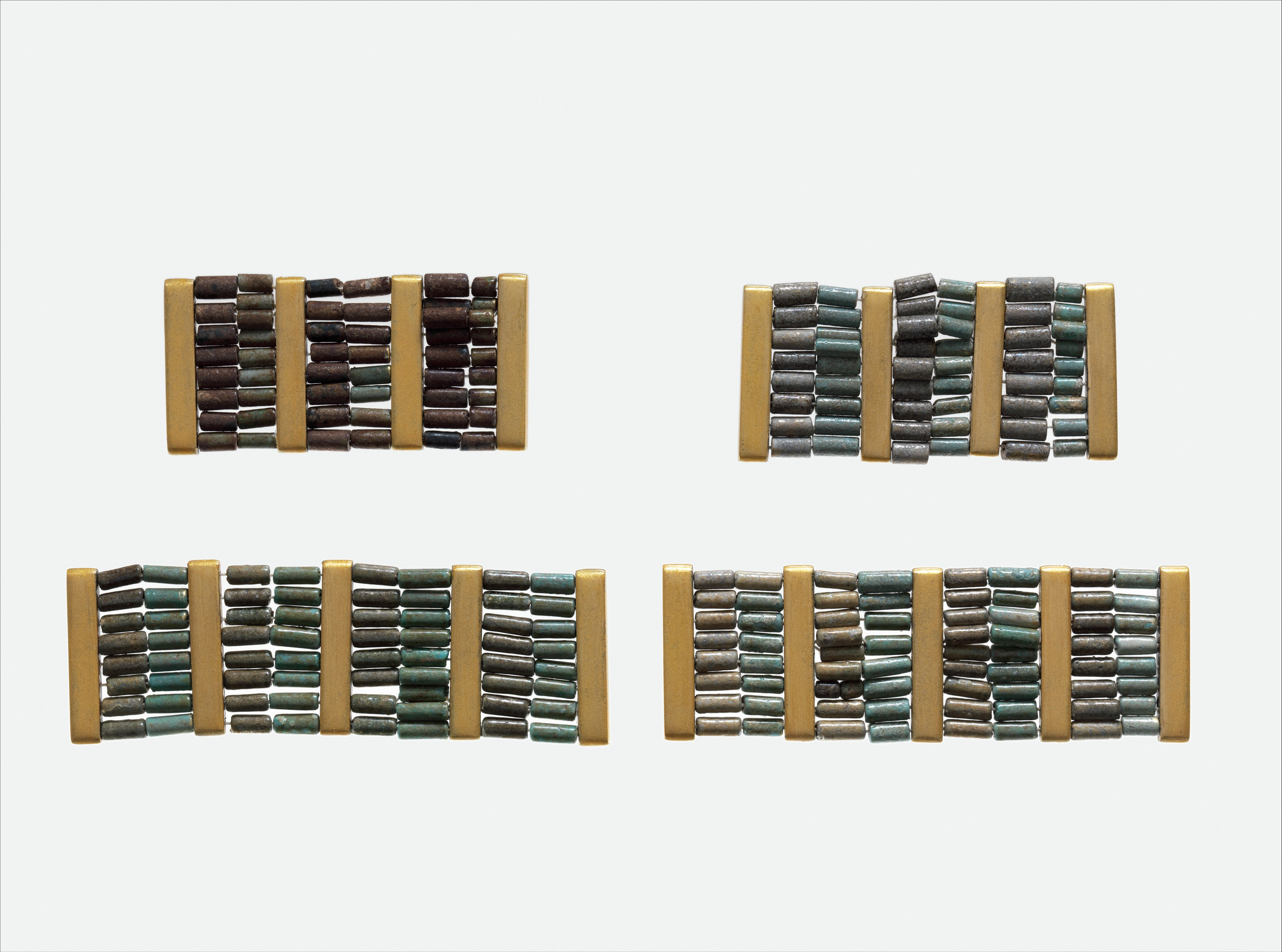
Kar- és bokaperecek